# Bogislaw V van Pommeren
Bogislaw V van Pommeren (ca. 1318 – 23 april 1374) was tussen 1326 en 1368 hertog van Pommeren-Wolgast.

## Biografie
Bogislaw V werd geboren als de oudste zoon van hertog Wartislaw IV en Elisabeth van Lindow-Rupin. Op 28 februari 1643 huwde Bogislaw met Elizabeth van Polen, een dochter van koning Casimir III van Polen. Met hem ging Bogislaw ook een alliantie aan tegen de Teutoonse Orde. Nadat in 1366 Bogislaws broer Barnim stierf ontstond er een strijd tussen Bogislaw en zijn broer Wartislaw. Deze strijd resulteerde in een nieuwe deling van het hertogdom. In 1374 overleed Bogislaw en zijn lichaam werd bijgezet in het klooster Belbuck.

## Huwelijk en kinderen
Op 27 februari 1343 trouwde Bogislaw V met Elisabeth van Polen, een dochter van Casimir III van Polen, zij kregen samen twee kinderen:
- Elisabeth (1347-1393), huwde met keizer Karel IV.
- Casimir IV (1351-1377)

In 1361 overleed Elisabeth en hierop hertrouwde Bogislaw V met Adelheid van Brunswijk-Osterode, een dochter van Ernst I van Brunswijk-Osterode, zij kregen samen vier kinderen:
- Wartislaw VII (-1395)
- Bogislaw VIII (1363-1418)
- Barnim V (1369-1402)
- Margaretha (1366-1410)